# Burgoberbach
Burgoberbach er en kommune i Landkreis Ansbach i Regierungsbezirk Mittelfranken i den tyske delstat Bayern.

## Geografi
Nabokommuner er (med uret, fra nord): Ansbach, Weidenbach, Bechhofen og Herrieden.

### Inddeling
- Burgoberbach
- Neuses
- Gerersdorf
- Dierersdorf
- Niederoberbach
- Reisach
- Sommersdorf